# Чижевский, Павел Иванович
Павел Иванович Чижевский (1860—1925) — украинский общественный и политический деятель, депутат Государственной думы I созыва от Полтавской губернии. Конституционный демократ.

## Биография

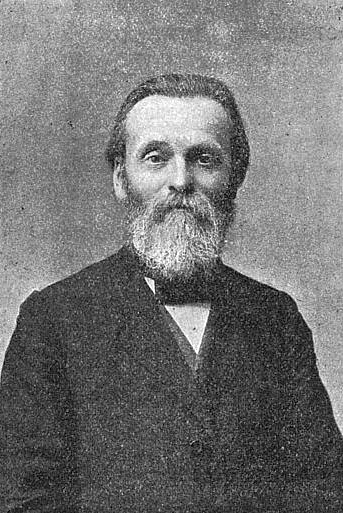
П. И. Чижевский

Родился в Гадяче, в 1860 году. Из Полтавских дворян. Окончил Петровский Полтавский Кадетский Корпус и Николаевское Инженерное училище в Санкт-Петербурге. Прослужив год сапером под Киевом, вышел в отставку. Изучал физику в Киевском университете, но вскоре уехал в Швейцарию. Там познакомился со своим земляком М. Драгомановым. Это знакомство стало определяющим в формировании политических взглядов Чижевского. В 1884 году выдержал экзамен в Женеве на степень доктора физических наук. В Киевском университете выдержал экзамен на степень магистра химии. За участие в студенческих волнениях 1885 выслан в Березов в Тобольской губернии, где находился вплоть до 1888 года. По окончании срока ссылки вернулся на Украину. Помимо воли своей прожил в Сибири до 1889 года. Возвратившись в Россию, служил секретарем Александровской земской управы, Екатеринославской губернии. Был уездным и губернским гласным. В 1905 году переехал на постоянное жительство в Полтаву, где вступил в Украинскую радикально-демократическую партию.
16 марта 1906 избран в Государственную думу I созыва от общего состава выборщиков Полтавского губернского избирательного собрания. Входил в Конституционно-демократическую фракцию. Один из основателей и руководителей Украинской громады, член её бюро. Член аграрной комиссии, бюджетной и библиотечной комиссий. Подписал законопроект «О гражданском равенстве». Выступал при обсуждении аграрного вопроса, Наказа, о Крестьянском союзе, о продовольственной помощи населению. Сторонник идеи децентрализации земельной реформы, отстаивал право каждой нации и области на собственный вариант преобразования аграрных отношений.
4 июля 1906 г. участвовал в съезде Украинской демократическо-радикальной партии (УДРП) в Полтаве, где обсуждался вопрос о целесообразности преобразования Украинской громады в однопартийную фракцию на платформе УДРП.
10 июля 1906 года в г. Выборге подписал «Выборгское воззвание» и осужден по ст. 129, ч. 1, п. п. 51 и 3 Уголовного Уложения, приговорен к 3 месяцам тюрьмы и лишен права быть избранным.
Сын Чижевского лишен стипендии александровского земства — причина высказывания отца в Думе за принудительное отчуждение земли.
Способствовал созданию Украинской громады во Государственной думе II созыва. Один из лидеров украинского национального движения. Выступал за введение школьного образования и судопроизводства на украинском языке. Член Товарищества украинских прогрессистов (ТУП), делегат от Полтавской громады на его съездах.
- В январе 1911 избран делегатом на учредительный съезд «Союза автономистов-федералистов».
- С февраля 1912 года служит товарищем управляющего Полтавского Общества Взаимного Кредита.

В 1912 году начал работать в Полтавской губернской земской управе. В то же время был одним из организаторов и руководителей Полтавской громады Общества украинских прогрессистов (Товариства українських поступовців (ТУП)).
Сотрудничал в газете «Рада» (1908-10) и журнале «Рідний край» (1906).
Член парамасонского Великого востока народов России.
После Февральской революции 1917 член Рады Украинской партии социалистов-федералистов. Гетманского переворота не одобрил и связал свою судьбу с Директорией.
- С апреля 1917 депутат от Полтавской губернии в Центральной Раде.
- В 1918 руководитель украинской торговой делегации в Швейцарии, входил в состав торгово-финансовых комиссий УНР в Австрии, Чехословакии и Польше.

Эмигрировал, в 1918 году возглавил Бюро УПСФ для внешних сношений в Вене. В феврале-августе 1921 входил в Совет Республики — временного верховного органа директории Украинской народной республики, который действовал в Тарнове (Польша). Входил в громаду УДРП в Праге в начале 1920-х годов, возглавляемую А. Я. Шульгиным. Представитель государственной школы в украинской историографии. Написал ряд публицистических статей, где пропагандировал идею украинской государственности.
Умер и похоронен в Женеве.

## Сочинения
- Группа автономістів-федералістів // «Рідний край». 1906. № 19;
- 3 Державноi Думи // «Рідний край». 1906. № 26;
- Всеобщее обучение и земство. СПб., 1910;
- Як вибірати послів до Державноi думи? Киев, 1912;
- Выборы в Государственную думу: Общедоступное изложение законов и разъяснений о выборах. Киев, 1912;
- Основи украинской державности. Вена, 1921;
- Сила властности // Львивський науковий вістник. 1924. Книга 3-4.